# 天主教那慕尔教区
天主教那慕爾教區（拉丁語：Dioecesis Namurcensis）是羅馬天主教在比利時的一個教區，屬梅赫倫-布魯塞爾總教區。此教區於1559年5月12日成立。
教區範圍包括那慕爾省和盧森堡省。2011年，有744,000名教友，估轄區總人口75.7%，有742個堂區、694名司鐸、70名終身執事、446名修士、536名修女。
現任教區主教為伯多祿·瓦林，榮休主教為勒彌爵·旺科特姆。